# 赵陵山遗址
赵陵山遗址位于中国江苏省昆山市张浦镇赵陵村，是一处新石器时代遗址，被评为1992年度全国十大考古新发现之一，1995年被列为江苏省文物保护单位，2013年被列为第七批全国重点文物保护单位。
赵陵山遗址于1984年被发现，1990年、1991年、1995年，南京博物院与苏州博物馆、昆山市文物管理委员会等对遗址进行了三次发掘，发掘面积1215平方米。赵陵山遗址的文化堆积层厚达9米, 上文化层依次有明清、宋元、商周时代遗存, 中层为良渚文化遗存 , 下层为泽文化遗存。共出土文物600余件，其中人兽鸟透雕玉饰，工艺精湛，是良诸文化玉器中罕见的珍宝。